# Маракалагонис
Маракалаго̀нис (на италиански: Maracalagonis; на сардински: Mara Calagonis, Мара Калагонис) е градче и община в Южна Италия, провинция Каляри, автономен регион и остров Сардиния. Разположено е на 82 m надморска височина. Населението на общината е 7744 души (към 2010 г.).